# La Vampire
La Vampire (La vampira) è un romanzo di Paul Féval, apparso come feuilleton nell'Ottocento.
È ambientato all'epoca di Napoleone I.

## Trama sintetica
La Parigi del 1804, percorsa da oscuri complotti monarchici per uccidere Napoleone, è scossa da fatti macabri a sfondo soprannaturale: scomparse misteriose e cadaveri ripescati a brani dalla Senna, che la voce popolare addebita all'opera di una sanguinaria ed ignota vampira. L'anziano maestro d'armi e guardiano della Morgue Jean Pierre Severin, detto Guastalupi, indaga su una misteriosa e bellissima dama che ha ammaliato il giovane studente Renè De Kervoz, fidanzato della figliastra di Severin, Angele. Guastalupi ed il suo aiutante Germain Patou, studente di medicina e discepolo del fondatore dell'omeopatia Samuel Hahnemann, si muovono tra oscure osterie, palazzi semidisabitati e passaggi segreti, scoprendo alfine che la bella dama è la contessa ungherese Marcian Gregoryi, la quale sembra condurre una doppia vita al centro di trame ambigue e tenebrose: nelle vesti della bionda Addhema, anima una setta di attentatori antinapoleonici, i Fratelli della Fede; sotto le spoglie della corvina sorella Lila, seduce e segrega Renè per carpirgli il nascondiglio di Georges Cadoudal, zio del giovane e celebre cospiratore monarchico. Severin scopre inoltre che la contessa, con l'aiuto dei cospiratori, ha ucciso tre giovani e ricchi tedeschi, dopo averli sposati in segreto per appropriarsi delle loro ricchezze; i cadaveri della Senna sono solo spoglie trafugate nei cimiteri cittadini, una macabra messinscena per distrarre opinione pubblica e polizia. In realtà Addhema è davvero una vampira ultracentenaria, condannata a morire e risorgere periodicamente uccidendo giovani donne, della cui capigliatura si appropria; anche Angèle diviene vittima di Addhema, che risparmia invece Renè, di cui è invaghita. Severin, disperato, ricorre alla polizia per ritrovare Renè e sventare le trame della vampira, ma questa riesce a fuggire, dopo aver sacrificato quei cospiratori che per lei erano solo un mezzo per acquisire l'oro necessario a compiere una secolare profezia: pagarsi una notte d'amore con il suo antico amante, il conte Szandor, anch'esso un vampiro. Malgrado Renè ne uccida con un colpo di pistola il corpo fisico, Addhema si trasporta fino alle sue natie terre balcaniche, dove al termine di un'orgia tra le rovine dell'antico castello di Bangkely uccide il redivivo conte Szandor e se stessa con una sbarra arroventata nel cuore.